# Přilba

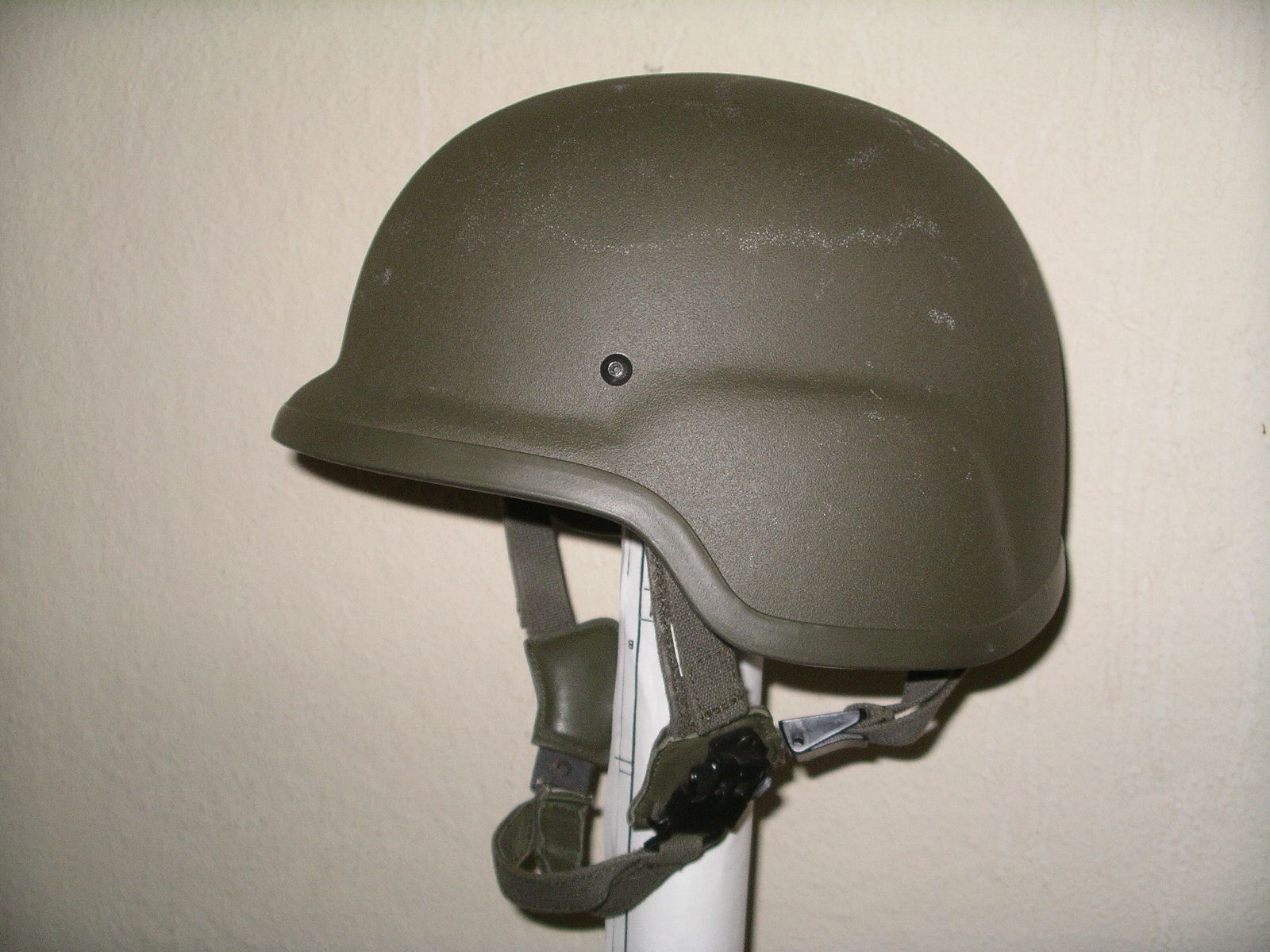
Bojová přilba M/96 (Dánsko)

Přilba, přílba neboli helma slouží k ochraně hlavy. Chrání hlavu před nárazy, účinkem zbraní nebo účinkem nepříznivého prostředí. Dělí se podle účelu použití.

## Přilba jako součást vojenské výstroje
Patrně nejstarší použití přilby je ve spojení s ochranou hlavy proti zranění ve válečné vřavě. Začaly se používat už v starověku, měly různé formy a byly vyráběny z různých materiálů: kůže, kosti, kly zvířat, bronz, ocel, případně další kovy. V současnosti se k výrobě přileb užívají hlavně odolné plasty.
Speciální přilba je také součástí výstroje pilotů bojových letounů.

## Přilba ve výrobním a pracovním provozu

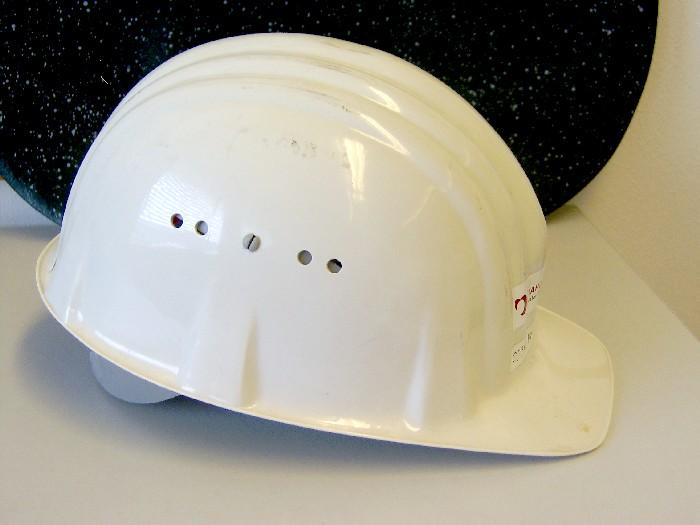
Stavařská ochranná přilba

Setkáváme se s ní u profesí, při kterých hrozí pád předmětu na člověka či člověka z výšky (ve stavebnictví, u dřevorubce) a u profesí, kde hrozí další možná nebezpečí, např. vysoký žár (hasiči, obsluha tavicí pece). Tyto přilby mohou být kombinované s ochranou očí, respektive celého obličeje a stejně jako u sportovních s chrániči uší. I když v tomto případě nejde ani tak o ochranu před nárazem, ale o ochranu proti vysokému hluku (např. u již zmiňovaného dřevorubce).

## Přilba v dopravě
V dopravě se s přilbou setkáváme u motocyklistů a cyklistů. Její používání je upraveno dopravními předpisy.

## Přilba ve sportu

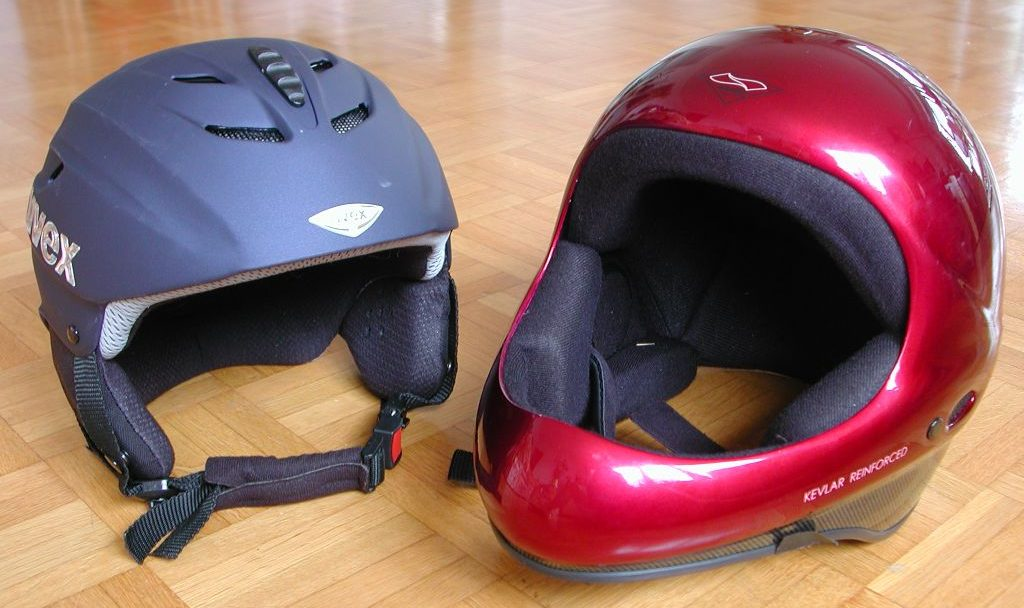
Sportovní přilby - vlevo přilba pro lyžování, vpravo pro paragliding

Při některých sportovních činnostech je vyšší riziko zranění, a proto jsou využívány různé ochranné pomůcky. Za nejchoulostivější část těla bývá v tomto ohledu považována hlava a proto se u řady sportů setkáváme s přilbou. Přilba naprosto neodmyslitelně patří k motocyklistickým a některým automobilovým sportům a k cyklistice. Dále se s ní setkáváme u kolektivních sportů při kterých se hráči často dostávají do kontaktu (lední hokej, americký fotbal atp.), u některých fullkontaktních bojových sportů (často spolu s připojenými chrániči uší), horolezectví, jezdectví, kanoistika a také ve florbale na bruslích a při lyžování a mnoha dalších. Helmy jsou vyráběny i do různých podmínek jako jsou hory nebo voda. Zatímco helma na lyže či snowboard má zateplení, její prvky jsou uzpůsobeny zimnímu oblečení (lyžařské brýle) a zapínání umožňuje operovat v zimních rukavicích, helma na vodní sporty je vyrobena z nesavých materiálů s odvětráváním při vysokých letních teplotách. Při vodních motorových sportech (jetski, jetsurf) vypadá helma stejně jako na motocykl, ale opět je vyrobena z materiálů, které nezadržují vodu, aby helma i po pádu do vody nenabírala na váze. Helma na wakeboarding nebo wakeskating vychází z konstrukce boardových sportů (skateboarding, snowboarding) a je opět vyrobena z lehkých nesavých materiálů s odvětráváním.

## Přilba skafandru
Přilba může být také součástí hermetického oděvu – skafandru. Zde zajišťuje hermetické oddělení prostoru hlavy od vnějšího prostředí. Příkladem je přilba kosmického nebo potápěčského skafandru.